# Barichneumon additus
Barichneumon additus là một loài tò vò trong họ Ichneumonidae.